# Дэвисон, Пол
Пол Дэ́висон (англ. Paul Davison, род. 1 октября 1971 года) — английский профессиональный игрок в снукер из Северного Йоркшира.
Стал профессионалом в 1992 году. Свой лучший брейк в 144 очка сделал в квалификации к чемпионату мира 2001 года. В 2006 вышел в финальную стадию Гран-при, что пока является его лучшим достижением в карьере, однако, из-за в целом плохих результатов вскоре выбыл из мэйн-тура. На сезон 2010/11 Дэвисон вернулся в тур после успешного выступления в серии PIOS, где занял 3 место.